# Beta Eridani
Beta Eridani (β Eri) – gwiazda w gwiazdozbiorze Erydanu, znajdująca się w odległości około 89 lat świetlnych od Słońca.

## Nazwa

Położenie w gwiazdozbiorze

Tradycyjna nazwa gwiazdy, Cursa, wywodzi się z arabskiego wyrażenia ‏كرسي الجوزاء‎ kursī al-ǧauzāʾ oznaczającego „podnóżek Centralnego” (Oriona), co odnosi się do grupy czterech gwiazd u „lewej stopy” Oriona (pozostałe trzy to: λ Eri, ψ Eri i τ Ori). Jeszcze dawniej arabscy pasterze nazywali ten asteryzm „strusim gniazdem” (al Udḥā al Naʽām). Tradycyjna nazwa w języku Chińskim (chiń. 玉井; pinyin Yù Jǐng) oznacza „złotą studnię”. Międzynarodowa Unia Astronomiczna zatwierdziła użycie nazwy Cursa dla określenia tej gwiazdy.

## Charakterystyka
Jest to biała gwiazda należąca do typu widmowego A, gorętsza od Słońca (8360 K), o 45 razy większej jasności i 2–2,5 raza większej masie. Jest to podolbrzym, który stosunkowo niedawno opuścił ciąg główny. Gwiazda jest zdolna do bardzo silnych rozbłysków. W 1985 roku gwiazda pojaśniała o 3m, czyli ok. 15 razy, na ponad dwie godziny. Takie zjawiska są rzadkie i przez to trudne do zbadania, ale prawdopodobnie wiążą się z aktywnością magnetyczną gwiazdy.